# میوه‌های شوق
میوه‌های شوق (فرانسوی: Les fruits de la passion‎) یک فیلم درام ژاپنی به کارگردانی شوجی ترایاما است که در سال ۱۹۸۱ منتشر شد.

## بازیگران
- کلاوس کینسکی
- آریل دومبال
- سایوکو یاماگوچی
- ژرژ ویلسون
- پیتر
- رنجی ایشیباشی